# 4904 Makio
4904 Makio је астероид главног астероидног појаса чија средња удаљеност од Сунца износи 2,387 астрономских јединица (АЈ).
Апсолутна магнитуда астероида је 12,6.